# Кировский сельский совет (Ленинский район)
Кировский сельский совет (укр. Кіровська сільська рада, крымскотат. Kirovо köy şurası) — административно-территориальная единица в  Ленинском районе АР Крым Украины (фактически до 2014 года; ранее до 1991 года — в  составе Крымской области УССР в СССР). Население по переписи 2001 года — 1403 человека, площадь сельсовета 330 км².
К 2014 году состоял из 3 сёл:
- Кирово
- Вулкановка
- Яркое

## История
Кировский сельский совет был образован в 1977 году (в период с 1 января по 1 июня) выделением сёл из состава Красногорского сельсовета. С 12 февраля 1991 года сельсовет в восстановленной Крымской АССР, 26 февраля 1992 года переименованной в Автономную Республику Крым. С 21 марта 2014 года в составе Крыма аннексирован Россией. Законом «Об установлении границ муниципальных образований и статусе муниципальных образований в Республике Крым» от 4 июня 2014 года территория административной единицы была объявлена муниципальным образованием со статусом сельского поселения.